# 斯蒂芬·沃尔什
斯蒂芬·沃尔什（英語：Stephen Walsh，1960年12月17日—），新西兰男子田径运动员。他曾代表新西兰参加1982年英联邦运动会田径比赛，获得一枚铜牌。他也曾参加1984年夏季奥林匹克运动会。